# Архітектора Бекетова (станція метро)
«Архіте́ктора Беке́това» — 24-та станція Харківського метрополітену. Розташована на Олексіївській лінії між станціями «Захисників України» і «Держпром». Відкрита 6 травня 1995.

## Технічна характеристика
Колонно-пілонна трисклепінна станція з острівною прямою платформою (глибина закладення — 20 м).
Станція виконана зі збірного залізобетону кругового обрису з трьома тунелями (середній — діаметром 9,55 метра, бічні — діаметром 8,5 метра).
Особливість станції — дуже довгий перехід виходу.

## Колійний розвиток
Станція без колійного розвитку.

## Оздоблення
Стіни станції оздоблені комбінаціями керамічної плитки, мармуру-новоселиці, темно-сірих кольорів і металоемальових елементів червоного кольору, пілони оздоблені коричневим мармуром. Підлога в усіх приміщеннях з полірованого граніту, у пішохідних переходах — мозаїка. Станція має вітражі, два з яких розташовані у вестибюлі, а один — на платформі станції, у торці, замикаючи її із західного боку.

## Розташування
Станція має чотири пішохідних виходи, що ведуть на вулиці Григорія Сковороди, Жон Мироносиць й Дарвіна. Неподалік від станції розташовані декілька харківських вишів, студентська поліклініка, офіси та контори багатьох державних установ, комерційних фірм. Також у сусідніх кварталах розташовані Російський драматичний театр, Художній музей, Муніципальна галерея.

## Галерея

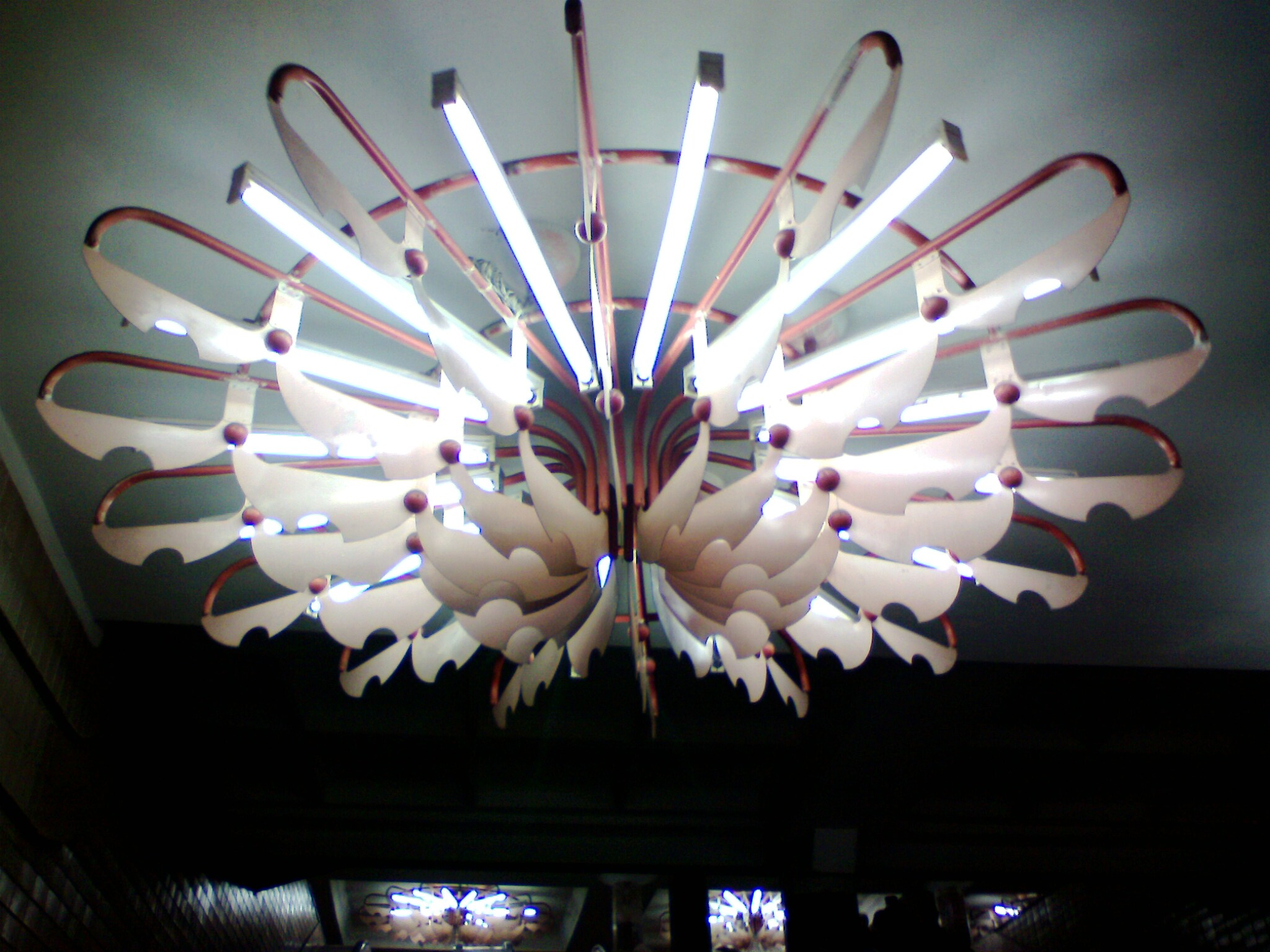
Люстра в переході станції. 3 грудня 2007
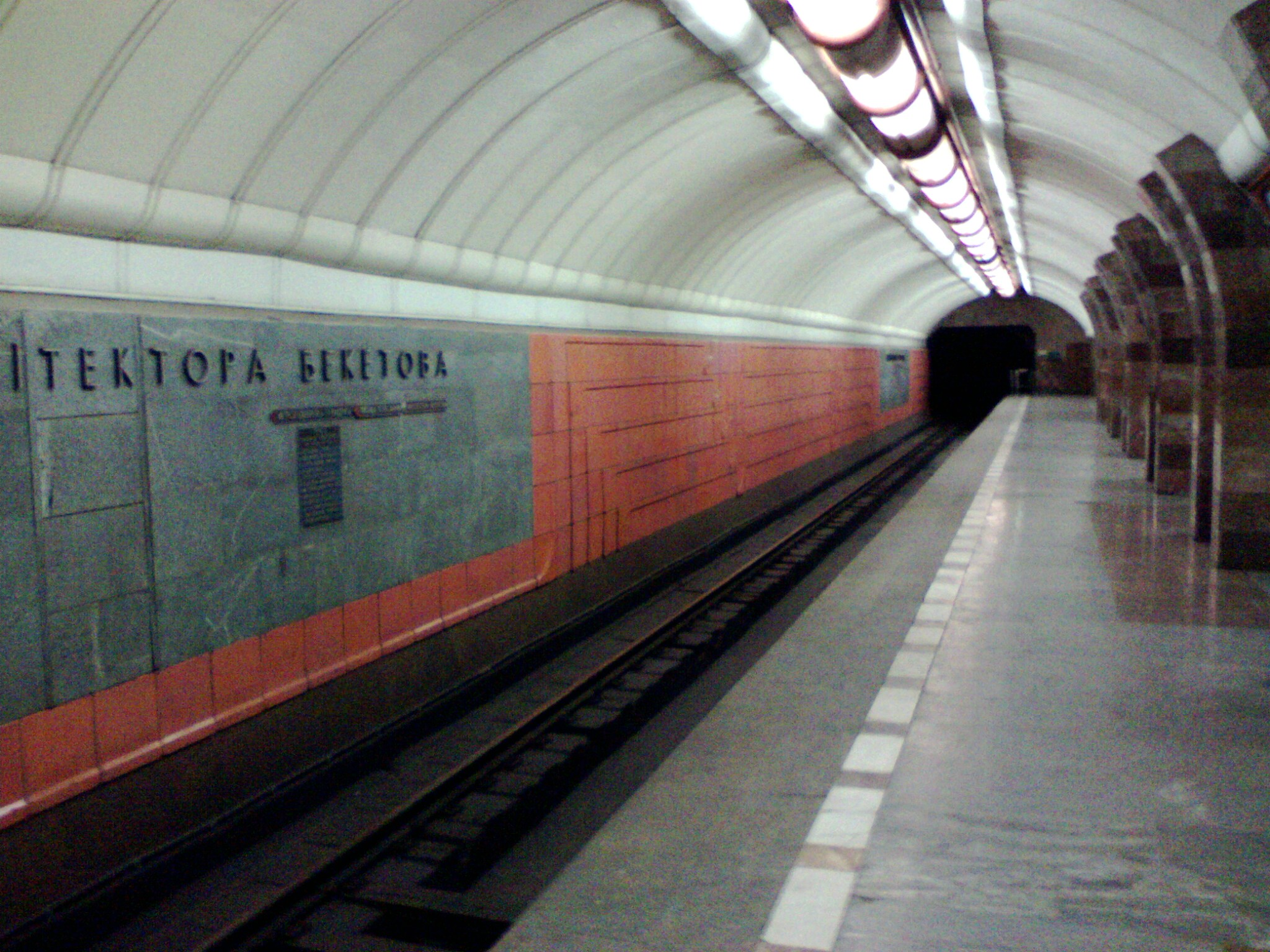
Платформа станції
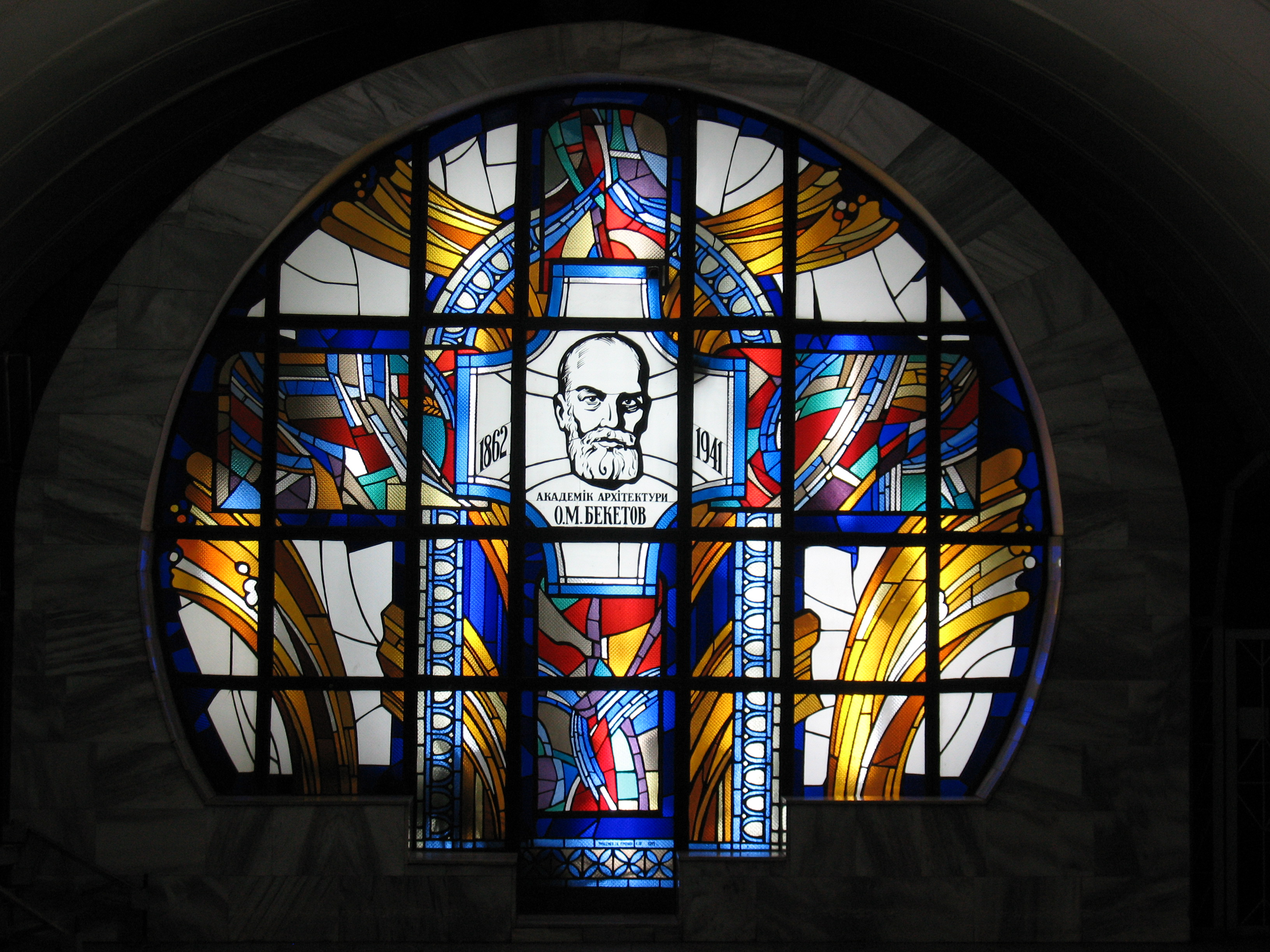
Кольорове панно на станції. У центрі напис «О.М. (А.Н.) Бекетов»

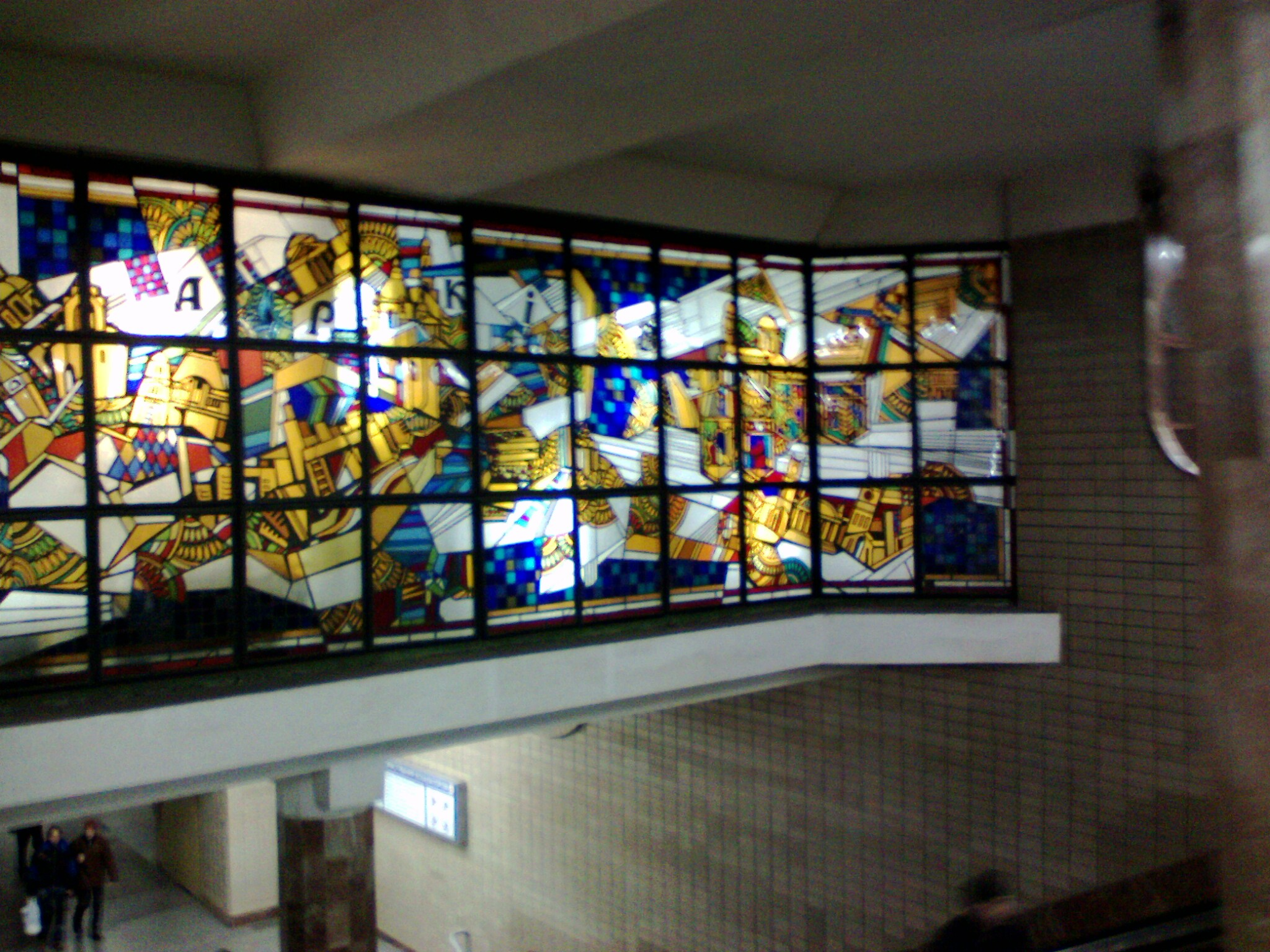
Кольорове панно перед ескалатором при вході на станцію. На ньому напис «Харків»
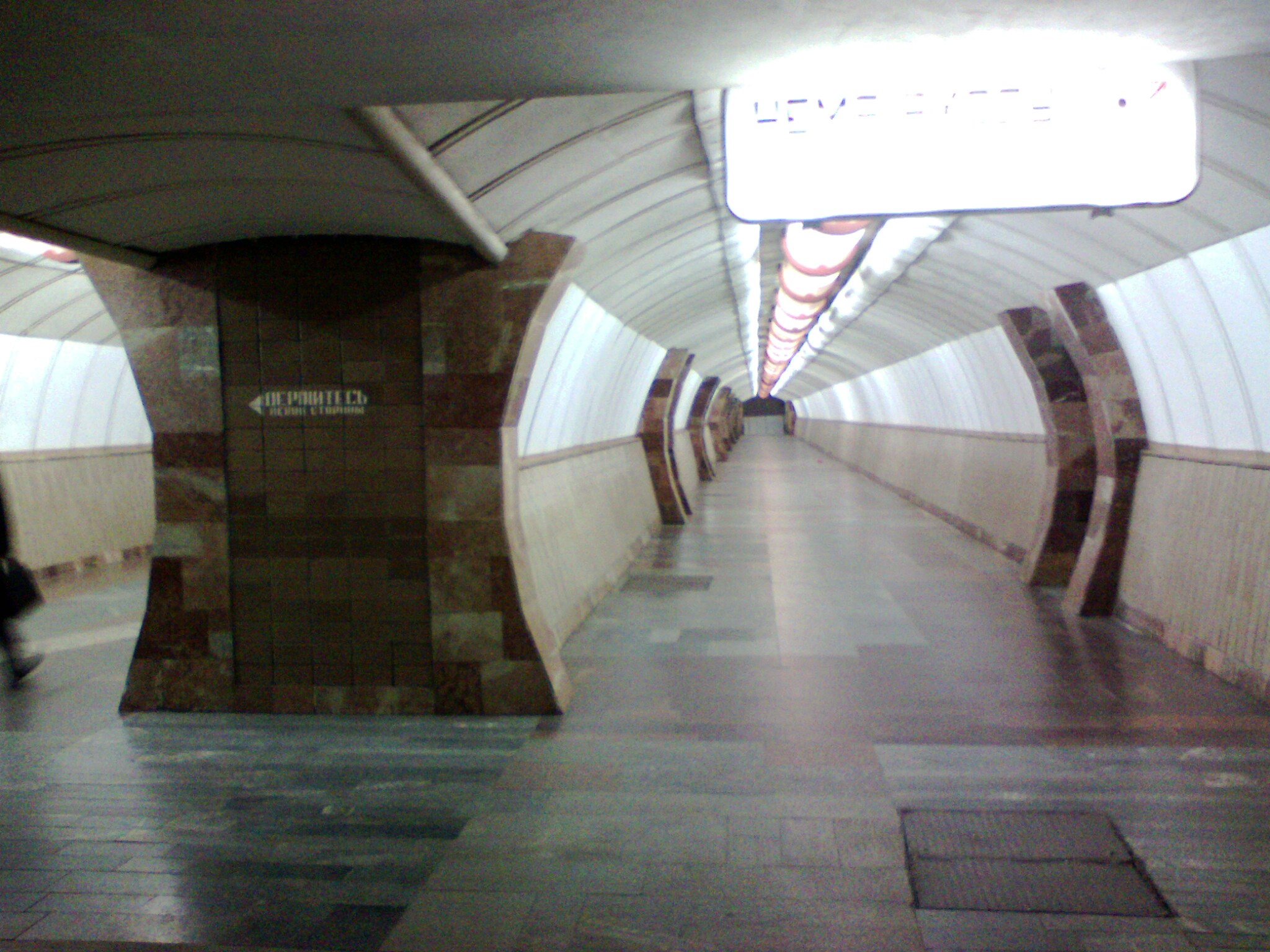
Тунель, що веде від станції до виходу на вул. Григорія Сковороди. Довжина його становить понад 50 м.